# Arado Ar 65
«Арадо» Ar 65 (нім. Arado Ar 65) — німецький одномісний винищувач-біплан розробки компанії Arado Flugzeugwerke, що перебував на озброєнні Люфтваффе на початку 1930-х років. Ar 65 розроблений на основі біплана Ar 64.

## Історія
Винищувач Ar 65 був спроектований авіаконструкторами фірми Arado під керівництвом В. Ретеля у 1931 році. Перший політ прототип літака, що отримав позначення Ar 65a, здійснив влітку 1931 року. Усього було виготовлено чотири дослідні зразки винищувача: Ar 65a, Ar 65b, Ar 65c, Ar 65d. За час серійного виробництва у 1933—1936 роках загалом виготовили 85 винищувачів модифікацій Ar 65e та Ar 65f.
Літак Arado Ar 65 являв собою одномісний розчалочний одностійний біплан змішаної конструкції за основу дизайну якого був узятий біплан Ar 64. Фюзеляж літака ферменної конструкції обшивався: у носовій частині алюмінієвими листами, у хвостовій частині — полотном. Біпланна коробка крил дерев'яної конструкції мала елерони, оснащені тримерами, на всіх крилах та обшивалася полотном.
Серійні зразки Ar 65 були представлені Люфтваффе разом із попередником Ar 64. Спочатку були обладнані винищувальні демонстраційні групи на аеродромах Деберіц і Ютербог-Дамм. Пізніше група «Деберіц» стала першою групою Jagdgeschwader 132. Частини потім утворили Jagdgeschwader 131, з якої зрештою вийшов JG 2 «Ріхтгофен».
На додаток до своєї основної ролі винищувача, Ar 65 використовувався для підготовки пілотів-винищувачів. З 1933 по 1936 рік було виготовлено 193 одиниці Ar 65, 12 з яких були побудовані за ліцензією в Лейпцигу. У 1936 році модель була замінена більш сучасними Ar 68 і Heinkel He 51. У 1937 році Королівським ПС Болгарії було передано 12 літаків Ar 65.

## Країни-оператори
Третє Болгарське царство
- Королівські повітряні сили Болгарії

 Третій Рейх
- Люфтваффе

## Літаки, схожі за ТТХ та часом застосування
| - Gloster Gauntlet - Gloster Gladiator - Hawker Fury - Caproni Ca.114 - Fiat CR.32 - IMAM Ro.41 | - Arado Ar 66 - Arado Ar 68 - І-15 - І-15 біс - Curtiss BF2C Goshawk - Grumman F2F | - Blériot-SPAD S.510 - Avia B-534 - Avia BH-33 - Kawasaki Ki-10 |